# Kirby: Right Back at Ya!
Kirby: Right Back at Ya! (с англ. — «Кирби: Обратно к тебе!»), известный в Японии как «Звезда Кирби» (яп. 星のカービィ Хоси но Ка:би:), — аниме-сериал, основанный на серии игр Kirby от Nintendo. Сериал был создан компаниями Chubu-Nippon Broadcasting, Dentsu, A-UN Entertainment и Studio Sign. Режиссёрами сериала выступили Содзи Ёсикава и Мицуо Кусакабэ; Ёсикава также выступил сценаристом, Миюки Симабукуро создавала персонажей, Кадзуо Иимура был главным режиссёром анимационного подразделения, а Акира Миягава написал музыку. Сериал состоит из 100 эпизодов, трансляция которых велась на телеканале CBC с 6 октября 2001 года по 27 сентября 2003 года каждую субботу в Японии. В США сериал транслировался на телеканале Fox Box (позднее 4Kids TV и CW4Kids) с 14 сентября 2002 года. Эпизоды также были выпущены на платформе Kirby TV Channel для игровой консоли Wii (только в Европе) и в сборнике игр Kirby’s Dream Collection (также для Wii). Дубляж 4Kids Entertainment был подвергнут серьёзным изменениям.
Главным героем является Кирби — розовое сферическое существо, который не умеет полноценно разговаривать, но может поглощать магические силы, засасывая их обладателей. Путешествующий на космическом корабле Кирби терпит крушение на планете Поп Звезда (англ. Popstar), неподалёку от деревни Кэппи (англ. Cappy Town). Он быстро заводит дружбу с Тифф и Таффом. По ходу сериала Кирби и его друзья борются с кознями короля Дидиди. Тот, в свою очередь, наряду с помощником Эскаргуном пытается избавиться от Кирби, натравливая на него монстров, предоставленных Предприятием Кошмара (англ. Nightmare Enterprises). Также Кирби и его друзья сражаются за освобождение планеты от злого императора Кошмара (англ. Nightmare). Хотя сериал рассчитан в основном на младшую аудиторию, в нём присутствуют аллегории на экологические проблемы, серьёзные истории, социальная сатира и другие элементы, которые могут понравиться взрослым.

## Сюжет
Десятки тысяч лет назад во вселенной появилось таинственное существо под названием Кошмар, которое основало компанию под названием «Предприятие Кошмара» (в японской версии — «Святой Кошмар»). В компанию входили огромные армии могущественных монстров, которых он использовал для захвата большей части вселенной. Ему бросила вызов группа «Звёздных воинов» (англ. Star Warriors), стоявших во главе «Галактической солдатской армии» (англ. Galaxy Soldier Army). Они боролись с Кошмаром в течение многих тысяч лет, но потерпели поражение и были вынуждены отступить к неизвестном направлении.
В конце-концов в галактике рождается следующее поколение «Звёздных воинов», в том числе и главный герой сериала Кирби. По планам Кирби должен был набираться сил для борьбы с Кошмаром, отсыпаясь на космическом корабле, однако тот был запрограммирован автоматически направляться на планеты, на которых находятся монстры. Уловив присутствие монстров на планете Поп Звезда, он разбудил Кирби на двести лет раньше плана. Неопытный и неокрепший Кирби не справился с управлением корабля и потерпел крушение на территории города Кэппи (англ. Cappy Town, в японской версии — «Деревня Пупупу»), очень удивив местных жителей. Несмотря на юный возраст, Кирби оказывается достаточно быстр, чтобы спасать находящихся в опасности, и способен делать это почти инстинктивно. Вскоре он заводит дружбу с Тифф и Таффом.
Король Дидиди, правитель Страны снов, с самого начала с подозрением относился Кирби. Он с помощью своей правой руки, улитки по имени Эскаргун, всячески пытается избавиться от Кирби, выкупая монстров у «Предприятия Кошмара», однако терпит неудачу из-за талантов Кирби. Как и в играх, Кирби способен всасывать врагов и ассимилировать их способности, например, превращаясь в Огненного Кирби, способного дышать огнём, или Мечника Кирби, умело владеющего мечом.
Кирби растёт и крепнет до финальной битвы с Кошмаром. Кирби и Тифф сталкиваются лицом к лицу с Кошмаром. Тифф бросает Кирби «Основную звезду» (англ. Warp Star); протагонист проглатывает его и превращается в Звёздного Кирби (англ. Star Kirby). Ахиллесовой пятой Кошмара является Звёздный Жезл (англ. Star Rod), которым был вооружён Кирби и итоге Кошмар погибает от руки главного героя.

## Персонажи
Кирби (яп. カービィ Ка:би:) (или Кёрби) — молодой Звёздный боец. По сюжету аниме, его корабль был разработан для того, чтобы отправиться на сражение с монстрами. Корабль обнаружил существ, которых заказал Король Дидиди, и Кирби был разбужен на 200 лет раньше положенного срока. В связи с ранним пробуждением он представлен по характеру как ребёнок. Кирби не способен разговаривать, лишь кричать «пойо». Некоторые персонажи, такие как Кайн и Мета Рыцарь, понимают Кирби в какой-то мере. Изредка Кирби произносит отдельные слова — например, «суика» (арбуз по-японски), — или повторяет фразы, сказанные другими.
Несмотря на это, он с готовностью борется за своих друзей. Во время сражения он показывает высокое мастерство, хотя нередко он нуждается в помощи. В остальных случаях Кирби похож на ребёнка, обладающим огромным аппетитом. Кирби любит играть и спать, и может быть очарован самыми обычными вещами. Он обладает сильным духом и любит помогать каждому, даже врагу.
Озвучен Макико Омото (английские фразы произносит Эми Бирнбаум). Её озвучка — единственная, перенесённая в английский дубляж.
Тифф (яп. フーム Фуму) — дочь заместителя министра, всю жизнь проживает в замке короля Дидиди благодаря богатству своих родителей. Она очень умна для своего возраста, особо интересуясь окружающей средой. Её любимый предмет — морская биология. Иногда бывает вспыльчивой и неизменно выражает своё мнение о происходящем, особенно когда думает, что Король Дидиди замышляет что-то неладное. Тифф — единственная, кто может вызвать Основную звезду для Кирби. В начале сериала она не уверена что Кирби является настоящим героем, но быстро убеждается в неверности её суждений.
Озвучена Саюри Ёсидой в японской версии и Керри Уильямс в английском дубляже.
Тафф (яп. ブン Бун) — младший брат Тифф. Примечательная черта внешности — причёска, закрывающая глаза. Во многом Тафф — полная противоположность Тифф, он предпочитает играть на улице, а не читать книги. Он обладает нетерпеливым характером и часто попадает в беду из-за своих шалостей и шуток. Дружит с Кирби, хотя иногда завидует ему.
Озвучен Рикой Комацу в японской версии и Кейзи Роджерс в английском дубляже.
Король Дидиди (яп. デデデ大王 Дэдэдэ Дайо) — самопровозглашённый властитель Страной снов на протяжении 300 лет. Дидиди жаден, коварен и зачастую проявляет садистские наклонности, но никто не пытается его свергнуть. Из личной неприязни к Кирби покупает монстров и наводит хаос в Стране снов. Любит любит покупать новые игрушки и ведёт себя как избалованный ребёнок, несмотря на свой возраст. Имеет добрую, мягкую сторону, но показывает её только в самых крайних обстоятельствах.
Озвучен Кенити Огатой в японской версии и Тэдом Льюисом в английском дубляже.
Эскаргун (яп. エスカルゴン Эсукаругон) — антропоморфная улитка. Эскаргун хорошо образован и много знает о химии и электроника. Он служит Королю Дидиди советником и боксёрской грушей. Эскаргун обычно находится рядом с Дидиди, помогая его планам.
Озвучен Наоми Тацутой в японской версии и Тэдом Льюисом в английском дубляже.
Мета Рыцарь (яп. メタナイト Мэта Найто) — персонаж, работающий на Короля Дидиди вместе с компаньонами Рыцарем-мечником (англ. Sword Knight) и Рыцарем-клинком (англ. Blade Knight). Позднее выясняется, что Мета Рыцарь, как и Кирби, — Звёздный воин, единственный выживший в войне с Кошмаром. Его называли гордостью «Галактической солдатской армии» и очень уважали. Он носит с собой священный меч Галаксия (рус. Galaxia), который могут использовать только избранные. Мета Рыцарь выступает своего рода наставником, помогая Кирби и друзьям в случае крайней необходимости. Обладает рядом странностей: так, он имеет привычку возникать из ниоткуда; обычно стоит на каких-то вещах — например, стол, статуя, дерево или камень.
Озвучен Ацуси Кисаити в японской версии и Эриком Стюартом в английском дубляже.
Продавец Предприятия Кошмара (яп. カスタマーサービス  Касутама:са:бису) — публичное лицо «Предприятия Кошмара», руководит большей частью продаж и рекламой из центра Крепости Кошмара (англ. Nightmare’s Fortress). Всегда пытается поставить перед Дидиди как можно более сложные условия. Как и сам Кошмар, Продавец полноценно появляется лишь в финальном эпизоде.
Озвучен Бандзё Гинга в японской версии и Дэном Грином в английском дубляже.
Кошмар (яп. ナイトメア  Найтомэа) — главный антагонист серии и президент «Предприятия Кошмара». Упоминается в большинстве серий, но полноценно появляется только к финалу. Зарабатывает созданием и продажей монстров, которых также использует в своей армии, с помощью которой завоёвывает всё новые и новые земли во Вселенной. 
Озвучен Бандзё Гинга в японской версии, Эндрю Рэннелсом в английском дубляже и Майклом Синтерниклаасом в трёхмерном специальном эпизоде.

## Эпизоды
| Сезон | Сезон | Эпизоды | Премьера          | Премьера       | Премьера       | Премьера    |
| Сезон | Сезон | Эпизоды | Премьера (Япония) | Финал (Япония) | Премьера (США) | Финал (США) |
| ----- | ----- | ------- | ----------------- | -------------- | -------------- | ----------- |
|       | 1     | 26      | 06.10.2001        | 30.03.2002     | 14.09.2002     | 16.09.2006  |
|       | 2     | 25      | 06.04.2002        | 05.10.2002     | 07.12.2002     | 23.09.2006  |
|       | 3     | 25      | 12.10.2002        | 29.03.2003     | 06.09.2003     | 16.10.2004  |
|       | 4     | 24      | 05.04.2003        | 27.09.2003     | 23.10.2004     | 09.12.2006  |

## Производство
Масахиро Сакураи, создатель серию игр Kirby, курировал создание мультсериала. Планирование и производство проекта началось примерно в 2000 году, одновременно с разработкой игры Super Smash Bros. Melee. В интервью журналу Famitsu Масахиро заявил: «я активно участвовал в создании аниме. Нашей целью было создать аниме, которым могли наслаждаться и взрослые, и дети — так же, как и [нашими] играми. С самого начала Kirby была игрой, которой мог наслаждаться даже новичок. По-моему нам удалось перенести это и в аниме».
По словам режиссёра Содзи Ёсикавы, он беспокоился за проект, так как обычно аниме-адаптации компьютерных игр не достигают успеха, однако со временем он начал видеть перспективу в персонаже. Он добавил, что очень сложно создавать аниме, главный герой которого не умеет говорить. Аниме выделялось тем, что в нём не было персонажей-людей; режиссёр сравнивал его со вселенной Муми-троллей, довольно популярной в Японии.
У Nintendo были большие планы по выпуску сериала на территории США. Компания вложила 10 миллионов долларов в масштабную рекламную кампанию под названием «The next Pikachu» (с англ. — «Следующий Пикачу»). Аниме стало популярным в Японии и снискало коммерческий успех, однако на территории США отзывы были хуже.

### История трансляции
В Японии сериал выходил на канале CBC с 6 октября 2001 года по 27 сентября 2003 года и состоял из 100 серий. После предварительного показа 1 сентября 2002 года компания 4Kids транслировала сериал на телеканале 4Kids TV (ранее известном как FoxBox) с 14 сентября 2002 года по конец 2006 года. Североамериканская версия аниме была дублирована компанией 4Kids Entertainment и распространена 20th Television (США) и Nelvana Limited (остальной мир).
Повторная трансляция началась в Японии 28 июня 2007 года на Tokyo Metropolitan Television, а в США — 21 июня 2008 года в субботнем утреннем блоке 4Kids TV. Завершился сериал, вместе со всеми шоу 4Kids, 27 декабря 2008 года. 6 июня 2009 года аниме про Кирби вышло с мультсериалом Teenage Mutant Ninja Turtles: Fast Forward в утреннем блоке CW4Kids. 21 мая 2009 года сайт Tokyo Metropolitan Television сообщил о том, что шоу убрано из эфира.
В 2009 году сериал был доступен на канале Everyone’s Theater Channel на Wii, доступном только в Японии, каждый эпизод стоил 100 Wii Points, но 30 апреля 2012 года Nintendo прекратила вещание. 23 июня 2011 года сериал вернулся для европейских и австралийских зрителей на канале «Kirby TV», который прекратил работу 15 декабря 2011 года. Эта услуга вернулась в апреле 2012 года, с обещанием что будут доступны новые эпизоды. В августе 2009 года на сервисе Wii no Ma появился специальный CG-эпизод под названием Take it Down!! The Crustation Demon Beast Ebizou» (яп. 倒せ!!甲殻魔獣エビゾウ Таосэ!! Ко:каку Мадзю: Эбидзо:, «Снимите его!! Ракообразный демонический зверь Эбидзу»). Стереоскопическая версия в 3D была продублирована 4Kids и показана на международном уровне в двух частях на видеосервисе Nintendo 3DS в январе и феврале 2012 года под названием «Kirby 3D». На диске с игрой Kirby’s Dream Collection доступны три полных эпизода.

## Музыкальные темы

### Япония
Открывающие
- «Kirby March» (яп. カービィ★マーチ «Марш Кирби») (Эпизоды 1—71)
- «Kirby!» (яп. カービィ! «Кирби!») (Эпизоды 72-100) (Также используется в японской версии игры Donkey Konga)

Закрывающие
- «Kihon wa maru» (яп. きほんはまる «Сначала нарисуйте круг») (Эпизоды 1-71)
- «Kirby * Step!» (яп. カービィ☆ステップ! «Степ Кирби!») (Эпизоды 72-100)

### США
Открывающие
- «Kirby Theme (Kirby Kirby Kirby!)», исполняют Норман Дж. Гроссфельд и Ральф Шукетт (Также используется в американской версии игры Donkey Kong)

Закрывающие
- «Kirby Theme (Kirby Kirby Kirby!)» (сокращённая версия), исполняют Норман Дж. Гроссфельд и Ральф Шукетт

## Kirby: Fright to the Finish!!
На территории Северной Америки последние пять эпизодов продублированного компанией 4Kids Entertainment мультсериала были объединены в полнометражный мультфильм под названием Kirby: Fright to the Finish!!, выпущенный на DVD 14 июня 2006 года. Фильм не издавался на территории Японии. Два первых эпизода под названием «Стиль воздушной езды» (англ. Air-Ride-in-Style) уже транслировались в эфире для рекламы игры Kirby Air Ride. Также в диск включён бонусный рекламный ролик мультсериала Kirby: Right Back At Ya!.

## DVD
Все североамериканские DVD релизы Kirby: Right Back At Ya! были лицензированы Funimation Entertainment:
- Kirby: Right Back at Ya! Volume 1: Kirby Comes to Cappytown (12 ноября 2002)
- Kirby: Right Back at Ya! Volume 2: A Dark and Stormy Knight (7 января 2003)
- Kirby: Right Back At Ya! Volume 3: Kirby’s Egg-Cellent Adventure (4 ноября 2003)
- Kirby: Fright to the Finish!! (14 июня 2005)
- Kirby’s Adventures in Cappytown (19 февраля 2008)
- Kirby: Cappy New Year & Other Kirby Adventures (9 декабря 2008)

6 мая 2010 года первые 26 серий были выпущены на Тайване на полноформатном DVD.

Три эпизода из серии были включены в сборник видеоигр Kirby’s Dream Collection

## Отзывы критиков
Дэвид Санчес из GameZone счёл шоу «потрясающим» и особенно похвалил Эскаргуна, которого он назвал «одним из лучших вкладов во франшизу Кирби благодаря его недальновидной позиции и очевидной глупости». Он выразил надежду, что улитка появится в четвёртой игре Super Smash Bros. Common Sense Media описал английский дубляж как «попытку сделать сериал образовательным, на деле это всего лишь история о борьбе с монстрами». Кристина Карпентер из THEM Anime описала дубляж как «потворствующего ребёнка от Fox Box». Бамбу Донг из Anime News Network привёл Kirby: Right Back at Ya! как один из примеров аниме-сериалов, «существующих только для того, чтобы их высмеивали», заявив, что «сериал действительно не так хорош» и понравится только преданным поклонникам Кирби.